# Rrahman Rama
Rrahman Rama, född 23 november 1970 i byn Akrashtic, är en kosovansk officer, som från 2015 till den 30 november 2021 var befälhavare för Kosovos försvarsmakt.